# Helchenbach
Helchenbach ist ein Ortsteil des Marktes Rohr in Niederbayern im niederbayerischen Landkreis Kelheim. 

## Lage
Das Kirchdorf Helchenbach liegt in der Hallertau etwa drei Kilometer nördlich von Rohr.

## Geschichte
Zwei Steinbeile, die innerhalb der Dorffluren gefunden wurden, weisen darauf hin, dass die Gegend schon in der Jungsteinzeit besiedelt war. Der Ort entstand vermutlich zur Zeit der bajuwarischen Landnahme in der ersten Hälfte des 7. Jahrhunderts und geht auf einen Adeligen namens Helicho zurück.
Zwischen etwa 1080 und 1085 schenkte der Edle Rudolf dem Kloster St. Emmeram in Regensburg das Gut Helichinpach unter der Bedingung, dass es nicht zu Lehen gegeben wird. Ab 1139 treten die Helchenbacher Adeligen als Siegelzeugen auf: Um 1150 Otto von Helchenbach beim Kauf eines Hofes zu Richenrut (Reichenroith) durch das Kloster Rohr vom Grafen Konrad von Roning, 1181/1182 ein Adelpert von Helchinpach, 1180 Adelprecht und Udalrich von Helchenbach und 1180 Gebhart von Helchenbach. Ein Otto (Jun.) von Helchenbach wird zum letzten Male etwa 1193 bis 1196 erwähnt. Im Jahre 1406 verkauften Albrecht Weilberger zu Lauterbach und seine Gattin Mazz, geb. Ebram, ihre Dörfer Pattendorf, Helchenbach, Wolferthau und Hofendorf für 1100 Gulden an den Probst von Kloster Rohr Ulrich Regelsdorfer.
Kirchlich gehörte Helchenbach seit jeher zu der seit dem 9. Jahrhundert bestehenden Pfarrei Sandsbach. Aus dem Steuerdistrikt Helchenbach ging nach 1818 die Gemeinde Helchenbach im Landgericht Abensberg hervor. Sie umfasste die Ortsteile Berg, Aich, Grub, Helchenbach, Obermondsberg, Höfel, Thalhof, Weiherhof, Kleinthalhof und Schöfthal.
Erst 1951 erhielt Helchenbach nach jahrzehntelangen vergeblichen Bemühungen ein eigenes Schulhaus, doch schon 1969 wurde der Ort in den Schulsprengel Rohr eingegliedert. Die Gemeinde Helchenbach, die stets zum Bezirksamt Kelheim und später Landkreis Kelheim gehörte, wurde im Zuge der Gebietsreform in Bayern am 1. Januar 1978 in den Markt Rohr in Niederbayern eingemeindet.

## Sehenswürdigkeiten
- Filialkirche St. Florian. Die Saalkirche wurde im neubarocken Stil 1911 bis 1912 erbaut. 1954 bis 1955 erfolgte eine Erweiterung des Chores nach Osten hin.
- Im Nordosten des Ortes liegt im Sintsbucher Forst an der Ochsenstraße eine große kreisrunde Verschanzung, die wahrscheinlich eine Fliehburg aus der Zeit der Ungarneinfälle im 10. Jahrhundert war.

## Vereine
- Freiwillige Feuerwehr Helchenbach
- Goldbachschützen Helchenbach
- KLJB Helchenbach
- Kriegerverein Helchenbach